# Марийский этнографический музей
Марийский этнографический музей им. В. И. Романова — музейный комплекс под открытым небом. Музей располагается в городе Козьмодемьянск, входит в состав Козьмодемьянского музейного комплекса.

## История музея
В целях сохранения для последующих поколений образцов старинных орудий труда и быта, применявшихся в дореволюционном и довоенном крестьянском хозяйстве Марийского Поволжья, собрание уполномоченных районного совета колхозов 2 сентября 1977 года постановило создать силами и средствами колхозов, совхозов и предприятий города и Горномарийского района в г. Козьмодемьянске районный музей земледельца. 27 февраля 1979 года решением исполнительного комитета Горномарийского районного Совета народных депутатов началось строительство этнографического музея под открытым небом в Козьмодемьянске, при поддержке первого секретаря райкома КПСС В. И. Романова. Музей был открыт летом 1983 года, это событие приурочили к 400-летию Козьмодемьянска. Музей стал основным хранилищем памятников зодчества, предметов быта, труда и культуры земледельцев и кустарей горномарийской стороны. Создатели музея стремились воссоздать оригинальные детали архитектуры и быта горномарийского населения.

## Экспозиция
Площадь музея составляет более 5 гектаров. На его территории построено более 60 различных строений и объектов, собрано свыше 7000 экспонатов старины, предметов труда и быта горных мари.

## Директора
- Романов Михаил Платонович (1982—2003)